# Arne Engström
Arne Engström (Brännkyrka, 15 maggio 1920 – Stoccolma, 19 luglio 1996) è stato un medico, fisico e docente svedese.
Arne Engström, fu un importante medico ricercatore svedese, nonché professore di Istologia e Fisica Medica presso il Istituto Karolinska di Stoccolma dove collaborò insieme a Rodolfo Amprino su importanti ricerche riguardanti l'assorbimento e la diffrazione dei raggi-X da parte del tessuto osseo. Ha rivestito inoltre, fra il 1975 e il 1986, la carica di direttore generale dell'Amministrazione Alimentare Nazionale. 
Morì il 19 luglio 1996 a Stoccolma.